# معركة لون باين
معركة لون باين (بالإنجليزية: Battle of Lone Pine) (المعروفة أيضًا باسم معركة كانلي سيرت )  هي معركة بين قوات فيلق الجيش الأسترالي والنيوزيلندي (المملكة المتحدة) وقوات الإمبراطورية العثمانية  كان ذلك خلال حملة جاليبولي في الحرب العالمية الأولى ، ووقعت المعركة في الفترة من 6 إلي 10 أغسطس 1915 ،تعد المعركة جزءًا من هجوم تضليلي لجذب انتباه القوات العثمانية بعيدًا عن الهجمات الرئيسية التي تقوم بها القوات البريطانية والهندية والنيوزيلندية حول ساري باير وتشونوك باير وهيل 971 ، والتي أصبحت تُعرف باسم هجوم أغسطس .  
 
في لون باين، تمكنت القوات المهاجمة، والتي كانت تتألف في البداية من اللواء الأول الأسترالي، من الاستيلاء على خط الخندق الرئيسي من الكتيبتين العثمانيتين اللتين كانتا تدافعان عن الموقف في الساعات الأولى من القتال في 6 أغسطس وعلى مدار الأيام الثلاثة التالية، استمر القتال مع قيام العثمانيين بإعداد تعزيزات وشنوا العديد من الهجمات المضادة في محاولة لاستعادة الأرض التي فقدوها، ومع تكثيف الهجمات، قام الفيلق الأسترالي النيوزلندي بإحضار كتيبتين جديدتين لتعزيز قواته والاحتفاظ بمكاسبه علي الأرض وأخيرًا، وفي 9 أغسطس قام العثمانيون بالتوقف عن معاودة الهجوم وبحلول 10 أغسطس توقفت الأعمال الهجومية تماما، تاركة الحلفاء للسيطرة على الموقف، ومع ذلك، وعلى الرغم من النصر الأسترالي، فإن هجوم أغسطس الأوسع نطاقا والذي كانت المعركة جزء منه، فإنه فشل لتدخل بعظ ذلك لون باين في حاله من الجمود الذي استمرت حتى نهاية حملة جاليبولي في ديسمبر 1915 عندما تم اجلاء قوات الحلفاء من شبه الجزيرة .

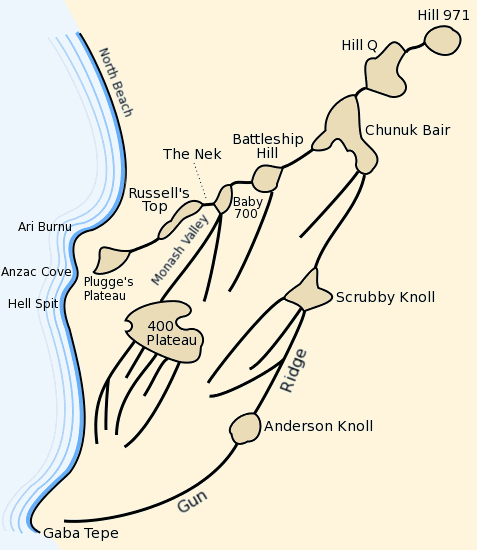
الملامح الرئيسية للمنطقة المحيطة

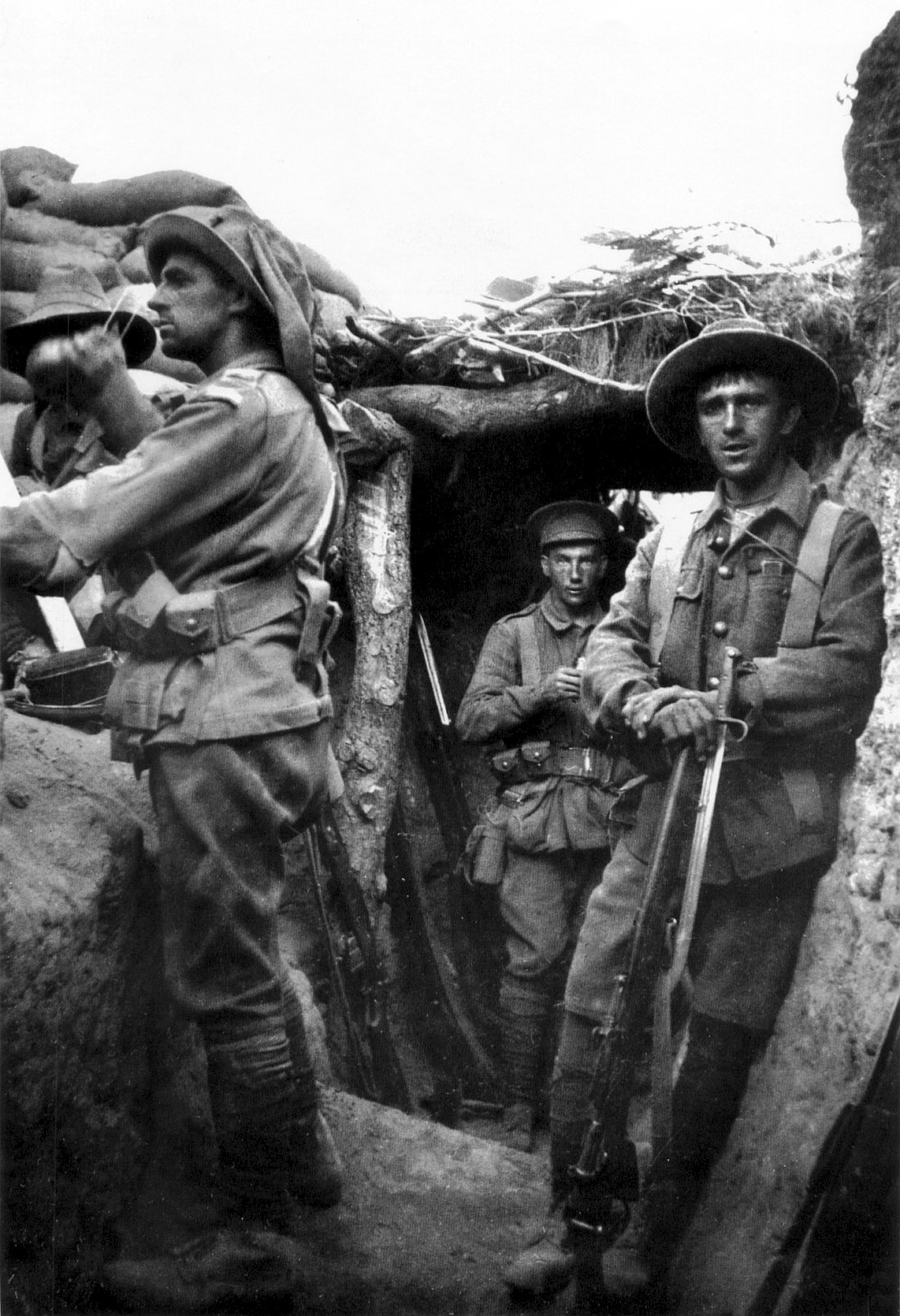
القوات الأسترالية في خندق عثماني تم الاستيلاء عليه في لون باين ، 6 أغسطس 1915

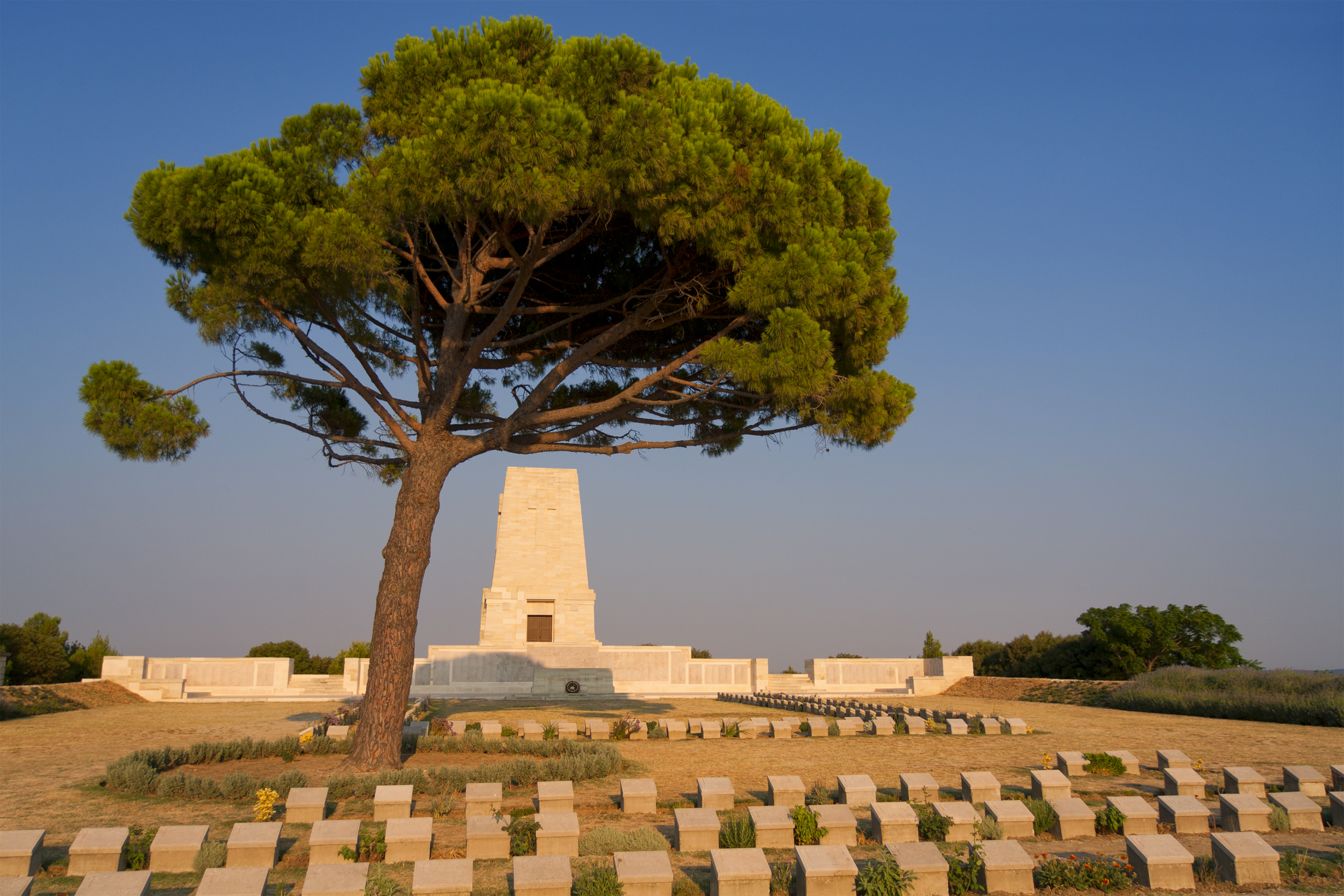
مقبرة لقتلي المعركة

## قائمة المراجع
- Bean، Charles (1941). The Story of ANZAC from 4 May, 1915, to the Evacuation of the Gallipoli Peninsula. Official History of Australia in the War of 1914–1918 (ط. 11th). Canberra: Australian War Memorial. ج. II. OCLC:220898941. مؤرشف من الأصل في 2019-09-06.
- Broadbent، Harvey (2005). Gallipoli: The Fatal Shore. Camberwell, Victoria: Penguin Group Australia. ISBN:0-670-04085-1.
- Cameron، David (2007). 25 April 1915: The Day the Anzac Legend Was Born. Crows Nest, New South Wales: Allen & Unwin. ISBN:978-1-74114-980-7.
- Cameron، David (2011a). The August Offensive: At ANZAC, 1915. Australian Army Campaigns. Canberra: Army History Unit. ISBN:978-0-9870-5747-1.
- Cameron، David (2011b). Gallipoli: The Final Battles and Evacuation of Anzac. Newport, New South Wales: Big Sky Publishing. ISBN:978-0-9808140-9-5.
- Cameron، David (2012). The Battle for Lone Pine: Four Days of Hell at the Heart of Gallipoli. Camberwell, Victoria: Viking. ISBN:978-0-6700-7629-1.
- Coulthard-Clark، Chris (1998). Where Australians Fought: The Encyclopaedia of Australia's Battles (ط. 1st). St Leonards, New South Wales: Allen & Unwin. ISBN:1-86448-611-2.
- Crawley، Rhys (أبريل 2007). "Lone Pine: Worth the Cost?" ع. 38: 14–17. ISSN:1328-2727. {{استشهاد بدورية محكمة}}: الاستشهاد بدورية محكمة يطلب |دورية محكمة= (مساعدة)
- Ekins، Ashley (2009). "Bloody Ridge: The Assault of Lone Pine" ع. 47: 12–14, 16–18. ISSN:1328-2727. {{استشهاد بدورية محكمة}}: الاستشهاد بدورية محكمة يطلب |دورية محكمة= (مساعدة)
- Fewster، Kevin؛ Basarin، Vecihi؛ Basarin، Hatice Hurmuz (2003) [1985]. Gallipoli: The Turkish Story. Crows Nest, New South Wales: Allen & Unwin. ISBN:1-74114-045-5.
- Gray، Andrew (أبريل 2006). "Courage at Lone Pine" ع. 34: 18–21. ISSN:1328-2727. {{استشهاد بدورية محكمة}}: الاستشهاد بدورية محكمة يطلب |دورية محكمة= (مساعدة)
- Hawker، J. (1990). "Lone Pine". ج. 8: 6–7. OCLC:224944593. {{استشهاد بدورية محكمة}}: الاستشهاد بدورية محكمة يطلب |دورية محكمة= (مساعدة)
- Wahlert، Glenn (2008). Exploring Gallipoli: An Australian Army Battlefield Guide. Campbell, Australian Capital Territory: Army History Unit. ISBN:978-0-9804753-5-7.

## روابط خارجية
- جاليبولي وأنزاك: جوائز برايفير في جاليبولي: معركة لون باين نسخة محفوظة 1 مارس 2017 على موقع واي باك مشين.
- لون باين: اعتداء مشهور في لون باين، 1915
- جاليبولي 1915 - صنع أمة:لون باين نسخة محفوظة 16 أكتوبر 2015 على موقع واي باك مشين.